# Theodor Wotschke
Theodor Wotschke (ur. 23 marca 1871 w Międzyrzeczu, zm. 11 września 1939 w Pratau) – niemiecki historyk protestantyzmu, filozof, teolog ewangelicki, pedagog.

## Życiorys
Był wikariuszem u pastora Bertholda Harhausena w Nowych Skalmierzycach. Ukończył teologię i filozofię na uniwersytetach w Halle i w Berlinie oraz ewangelickie Seminarium Duchowne w Wittenberdze (1895). Doktoryzował się z filozofii w 1896 roku w Lipsku. W 1900 roku otrzymał stopień licencjata teologii na Uniwersytecie Wrocławskim.
Uczył m.in. w Królewskim Gimnazjum w Ostrowie. Był członkiem korespondentem Węgierskiego Towarzystwa Literackiego w Koloszvar w Siedmiogrodzie. Poza pracą naukową pełnił także czynnie posługę kapłańską.
Zajmował się historią protestantyzmu w Prusach, na Litwie, na Śląsku, w Wielkopolsce (doskonale władał językiem polskim). Pisał między innymi o wpływach protestanckich na dworze Zygmunta Augusta, o Stanisławie Hozjuszu, Stanisławie Lubomirskim, Stanisławie Ostrorogu, Janu Łaskim. Ponadto był autorem przewodnika po Poznaniu.
Otrzymał tytuły doktora honoris causa Uniwersytetu Halle-Wittenberg i Uniwersytetu Wrocławskiego (oba w 1917 roku). Został także wyróżniony, w 1925 roku, honorowym członkostwem Poznańskiego Towarzystwa Historycznego.
Krótko przed śmiercią, wszystkie swoje pisma przekazał do macierzystego uniwersytetu w Halle.

## Publikacje
- Die Geschichte der Reformation in Polen
- Die Reformation im Lande Posen